# Departamento de Mártires
Departamento de Mártires är en kommun i Argentina.   Den ligger i provinsen Chubut, i den södra delen av landet, 1 300 km sydväst om huvudstaden Buenos Aires. Antalet invånare är 977.
Omgivningarna runt Departamento de Mártires är i huvudsak ett öppet busklandskap. Trakten runt Departamento de Mártires är nära nog obefolkad, med mindre än två invånare per kvadratkilometer.